# Геро I Железный
Ге́ро I Железный (нем. Gero, ок. 900—20 мая 965) — маркграф Восточной Саксонской марки с 937 года; сын графа Титмара (ок. 850—932/937) и Хильдегарды Мерзебургской

## Биография

### Правление
Геро при жизни старшего брата Зигфрида был графом в Северной Тюрингии (в районе Магдебурга), Швабии (в районе Кведлинбурга / Ашерслебена), Хассегау (район Мерзебурга / Эйслебена), Фризонофельде, Морацанигау (район Флеминга), Серимунте (район Бернбурга/Дессау) и Цитцигау (район Делича/Биттерфельда). После смерти брата он в 937 году получил от императора Оттона I наместничество («легацию») с резиденцией в Магдебурге, которое вскоре преобразовалось в Восточную Саксонскую марку. Его владения располагались от реки Зале и среднего течения Эльбы до реки Одер, т.е. охватывали территорию, расположенную непосредственно к востоку от границ Саксонии и Тюрингии. Назначение Геро послужило непосредственной причиной мятежа в 938 году Танкмара (ум. 938), старшего сводного брата императора Оттона, ожидавшего получить эти земли как материнское наследство.
Маркграф Геро ставил своей задачей любыми средствами подчинить славянские племена на восточной границе Саксонии и за её пределами. 
Восстание полабских славян, начавшееся в 936 году (после смерти короля Генриха Птицелова) и продолжавшееся до 940 года, охватило многие племена (ротари, шпревяне, стодоряне, лужичане, слупяне).
К 940 году, используя внутреннюю борьбу среди полабских славян, он дошёл до реки Одер. К марке Геро были присоединены области племён укран и стодорян. Она была расширена на юг и юго-восток и охватила территорию между реками Заалой, Эльбой и Одером. Были покорены лютицкие племена. В ходе покорения полабских славян Геро прибегал к коварству, используя предательство (например, славянского  князя Тугомира). 
Геро вместе с маркграфом Германом Биллунгом был одной из главных опор императора Оттона I на востоке Германии. В 954 году он помог императору подавить восстание герцога Людольфа (сына императора Оттона I).
В 954 году Геро предпринял успешный поход против восставших укран. Причиной похода был, очевидно, отказ последних от платежей подати. В Германии придавали большое значение этому походу, о чём свидетельствует участие в нём герцога Конрада Лотарингского (зятя императора Оттона I).
Усмирение укран в 954 году стало прелюдией к выступлению полабских славян в 955 году. Император Оттон I повёл войско в земли ободритов, «опустошая и предавая огню» все на своем пути. Маркграф Геро выступил с юга, из земель гавелян и укран. Настигнув войско восставших, император Оттон вместе с Геро нанёс сокрушительное поражение ободритам во главе с князем Стойгневым в битве на реке Раксе 16 октября 955 года.
В ходе восточной экспансии или, как её впоследствии назвали, «натиска на Восток», Геро подчинил много славянских земель на восточной границе Саксонии, вплоть до Одера, значительно расширив владения, сдерживал нападения вендов, а в 962/963 году даже предпринял поход в Польшу. В 962/963 году Геро также подчинил Нижний Лаузиц (Лужица) и Сельпули. Геро основал в завоеванных землях епископства Хавельберг и Бранденбург, фактически являясь их правителем. Сопротивление славянских племён вылилось в 939 и 955 годах в массовые восстания. 
В 963 году, год спустя после имперской коронации Оттона I, маркграф Геро предпринял экспедицию в область лужичей. При столкновении с войском славян в 963 году в Нижних Лужицах саксонские феодалы понесли ощутимые потери, сам Геро был тяжело ранен и после этого отошел от политики. Незадолго до смерти совершил паломничество в Рим.
После его смерти в 965 году разросшаяся марка Геро была разделена на Северную марку (Nordmark) вокруг Бранденбурга, Восточную (Ostmark) или Лужицкую (Lausitz) марку и марку в устье Зале, просуществовавшую лишь короткое время, а также маркграфские округа в Мерзебурге, Цайце и Мейсене. Поскольку германизация этих земель шла быстрыми темпами, преемники Оттона вскоре упростили эту марковую систему, сократив число маркграфств с шести, существовавших в конце правления Оттона, до трех: прежней Северной марки, Саксонской марки (идентичной марке Лаузиц) и Мейсенской (Meissen) марки.
Маркграф Геро похоронен в церкви св. Кириака в Гернроде.

### Брак и дети
Жена: Юдит
Дети
- Зигфрид (925/930—24 июня 959) — граф в Северной Тюрингии
- Геро (930/935—ранее 16 октября 959)